# Mafia nigeriana
La mafia nigeriana è un'organizzazione criminale di tipo mafioso nata in Nigeria e sviluppatasi anche in Niger,  e nel resto del mondo. È ampiamente riconosciuto grazie alle sempre più numerose indagini di polizia e alle sentenze dei tribunali di diversi stati che il suo modus operandi è di tipo mafioso, e al pari delle altre mafie ha una struttura ben definita e utilizza i proventi illeciti, dopo averli riciclati nell’economia legale, per conseguire il consenso della popolazione.

## Storia
Si formò agli inizi degli anni ottanta, in seguito alla crisi del petrolio, risorsa chiave del paese, che portò i gruppi dirigenti delle Confraternite nigeriane a cercare l'appoggio della criminalità per mantenere i propri privilegi. Così protetta, la criminalità organizzata ha potuto svolgere i propri traffici indisturbata o quasi, aiutata oltre che dall'appoggio di una parte del mondo politico del paese anche dallo scarso controllo che lo Stato esercita sul vasto territorio nazionale.

## Organizzazione

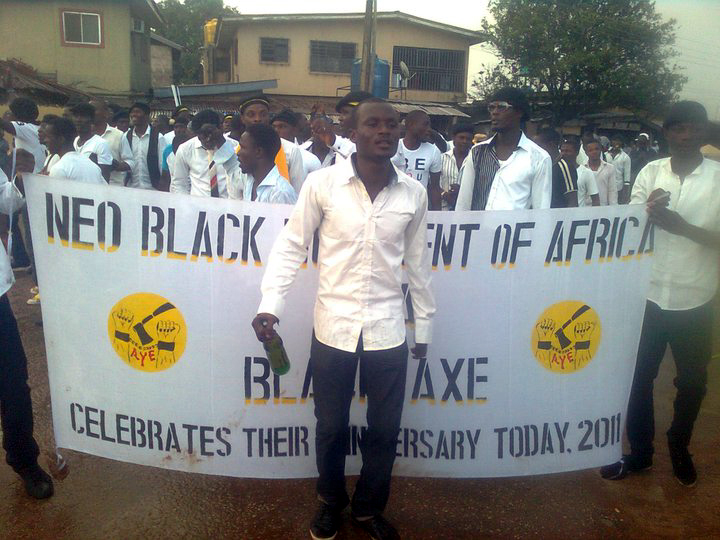
Il Neo-Black Movement of Africa in corteo con i simboli dei Black Axe

Composta principalmente da persone di etnia Ibo o Yoruba con un elevato grado di istruzione, la mafia nigeriana si è conquistata un posto di livello internazionale nel mondo del crimine. Presente in molti paesi, gestisce, oltre al traffico di eroina e di cocaina, l'accattonaggio e anche la prostituzione delle proprie connazionali, tenute in schiavitù tramite il sequestro dei documenti e minacce ai familiari rimasti nel paese d'origine.
Il modello strutturale della criminalità organizzata in Nigeria è formato da gruppi autonomi sciolti e, allo stesso tempo, dipendenti da un vertice unico. Si tratta di un sistema in cui cellule criminali più strutturate si accompagnano a cellule contingenti che nascono in corrispondenza di un singolo affare criminale e si sciolgono al termine di quest'ultimo. I gruppi criminali sono di genere maschile, soprattutto per le attività di narcotraffico e truffe telematiche, femminile per quanto riguarda in particolare lo sfruttamento della prostituzione con la figura delle madame, tipicamente ex vittime di tratta che gestiscono il sistema di sfruttamento.
Il gruppo autonomo più noto è quello dei Black Axe, nato negli anni '70 a Benin City in Nigeria. Elementi di spicco di questa organizzazione sono già stati rilevati in molte città italiane.
Un altro gruppo noto alle forze dell'ordine europee è denominato Eiye, nato da una scissione dei Black Axe, il cui nome prende spunto da un uccello: gli affiliati si riconoscono dal colore blu dell'abbigliamento e hanno a capo della struttura criminale verticistica un World Ibaka, un capo mafioso che tiene i contatti con l'organismo madre in Nigeria. Da questi è nata un'altra scissione chiamata Ika Rima.
Recentemente si è affermato un nuovo gruppo criminale, chiamato Viking, mentre in Italia si sta sviluppando velocemente un clan chiamato Maphite, acronimo di Maximo Academy Performance Highly Intelectual Empire, con cellule in Canada, Regno Unito, Olanda, Germania, Malesia, Ghana e in quasi tutti gli Stati europei. Si ipotizza che i tre gruppi distinti Axe, Eiye e Viking, siano coordinati da una struttura verticistica unitaria.
Uno dei riti di iniziazione più frequenti è il sottoporsi a frustate da parte del boss dell'organizzazione.

## Diffusione nel mondo

### Italia

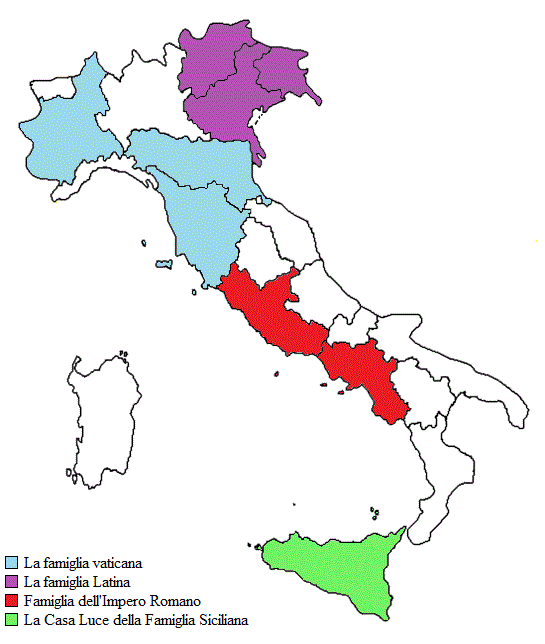
Diffusione in Italia della organizzazione criminale nigeriana "Maphite"

A partire dagli anni '80, la mafia nigeriana si è espansa in molti paesi, tra cui l'Italia. Sia nel 2018 che nel 2019 il numero di nigeriani arrestati in Italia ha superato le 2.100 unità. Il gruppo ha importanti legami con Cosa nostra.
Il criminologo Vincenzo Musacchio in un'intervista a rai news del 10 dicembre 2022 a proposito della Mafia Nigeriana ha dichiarato che 
Sempre durante l'intervista ha poi dichiarato che
Secondo alcune fonti, dopo la disarticolazione del gruppo Bidognetti, potente articolazione del Clan dei Casalesi che, per decadi, aveva mantenuto stabile la propria egemonia a Castel Volturno, subordinando ad essa le cellule mafiose nigeriane presenti sul territorio e dedite principalmente allo sfruttamento della prostituzione e allo spaccio di sostanze stupefacenti, attività che venivano "tassate" dai Casalesi, la criminalità nigeriana avrebbe colmato il vuoto di potere lasciato dall'assenza dei Bidognetti. Secondo la DIA, i mafiosi nigeriani avrebbero acquisito il controllo di alcuni tratti del Litorale Domitio, al pari degli italiani, ai quali non sarebbero più legati da alcun rapporto di sudditanza.
La roccaforte dell'organizzazione è Castel Volturno.
Il 15 gennaio 2008, con l'operazione Viola, vengono arrestati sessantasei presunti appartenenti alla mafia nigeriana (di cui ventitré già nell'ottobre 2007) per associazione a delinquere di stampo mafioso, traffico di esseri umani e narcotraffico in Italia, Paesi Bassi, Regno Unito, Francia, Germania, Spagna, Belgio, Stati Uniti e Nigeria. Il 18 febbraio 2010, nel contesto dell'Operazione "Piovra nera", vengono arrestati cinque nigeriani che gestivano un traffico di cocaina a Genova.
Nel 2009 a Brescia viene decapitata l'organizzazione capeggiata da Frank Edomwonyi, con l'arresto di dodici persone.
A Torino nel 2010 vengono condannati per associazione mafiosa alcuni affiliati ai Black Axe e Eiye, che si erano fatti la guerra già nel 2003.
Nel 2011 un'informativa dell'ambasciata nigeriana a Roma riporta:
L'Aisi, inoltre, dal 2012 controlla il presunto capo della confraternita Eiye, Gabriel Ugiagbe che gestisce i suoi affari criminali da Catania, spostandosi poi in Nord Italia, Austria e Spagna.
Il 19 ottobre 2015, per la prima volta, in Sicilia presunti membri di un'organizzazione criminale straniera vengono accusati del reato di associazione mafiosa. In particolare, come riporta il giornalista Giuseppe Pipitone sull'edizione online del Fatto Quotidiano, viene scoperta la confraternita nigeriana dei Black Axe che gestisce lo spaccio e la prostituzione nel quartiere Ballarò di Palermo sotto l'egida di Giuseppe Di Giacomo, boss del clan di Porta Nuova, ucciso poi il 12 marzo 2014.
Il 3 dicembre 2019, la Polizia coordinata dalla Procura di Trento ha sgominato un vasto traffico di stupefacenti. Sono state arrestate 35 persone nell'operazione "Sommo Poeta" condotta dalla Polizia di Stato di Trento, con perquisizioni ed esecuzioni di ordini di custodia in carcere anche in Veneto, Lombardia, Emilia Romagna, Puglia e perfino in Germania.
Il 28 ottobre 2020 le Squadre Mobili di Torino e di Ferrara, coordinate dalle locali Direzioni Distrettuali Antimafia con il supporto di Eurojust, hanno eseguito 69 misure cautelari in carcere nei confronti di un gruppo di cittadini nigeriani ritenuti appartenenti al sodalizio criminale 'Viking'. L'esecuzione dei provvedimenti restrittivi ha permesso agli investigatori di sgominare l'intera consorteria criminale, anche denominata 'Norsemen Kclub International', colpendo i personaggi al vertice del livello nazionale dell'organigramma, direttamente responsabili delle nuove affiliazioni, della gestione dello spaccio di sostanze stupefacenti nelle piazze cittadine e dell'attività di sfruttamento della prostituzione.
Il 26 aprile 2021, un blitz della Polizia de L'Aquila ha arrestato 30 cittadini nigeriani smantellando una cellula dell’organizzazione Black Axe, finalizzata al compimento di numerosi reati tra cui traffico di stupefacenti, immigrazione clandestina, sfruttamento della prostituzione, truffe romantiche, truffe informatiche e riciclaggio anche attraverso la compravendita di bitcoin, per un totale di quasi 100 capi di imputazione. L'operazione ha interessato complessivamente 14 province italiane. Il capo di zona in Italia di Black Axe è stato identificato in un nigeriano di 35 anni che dirigeva, dalla città dell'Aquila, tutte le attività criminali del sodalizio e che in due anni e mezzo di attività ha commesso frodi per circa un milione di euro. “Le indagini sono partite nel 2018 – ha riepilogato il procuratore capo dell’Aquila, Michele Renzo, capo della procura distrettuale antimafia abruzzese -. Questa organizzazione risponde agli schemi dell’associazione mafiosa. Quando si pensa alla mafia nigeriana non dobbiamo pensare solo a spaccio e prostituzione, è un’organizzazione che ha metodi sofisticati di criminalità economica. Una mafia che sta compiendo un ulteriore passo dalla violenza deflagrante che incide sugli individui alla violenza sul sistema, perché questo è la criminalità economica”. Proprio seguendo il capo per due anni, la polizia ha ricostruito la complessa attività che ha toccato le province di Roma, Rieti, Bari, Caserta, Napoli, Reggio Emilia, Parma, Modena, Catania, Genova, Messina, Potenza e Terni.
Nel giugno 2021 i Carabinieri di Caltanissetta hanno arrestato sedici persone appartenenti al clan denominato "Ika Rima", con base nel centro storico del capoluogo nisseno, articolazione della organizzazione criminale nigeriana "Eiye", dedita principalmente al traffico degli stupefacenti ed al controllo della prostituzione: le indagini hanno permesso di verificare che Caltanissetta era l'approdo di carichi di droga in arrivo da Napoli, Palermo e Catania, anche mediante 'ovulatori intracorporei', i quali prevalentemente trasportavano, a rischio della propria vita, ovuli di cocaina ed eroina; inoltre, nel corso delle indagini, è stato sequestrato un libro mastro, di colore verde, tradizionalmente distintivo della confraternita Eiye, contenente sia la codificazione delle regole del gruppo, tra cui le varie fasi dei rituali da seguire per la celebrazione delle riunioni, l'organigramma dell'associazione, con l'indicazione dei pagamenti delle singole quote associative versate dai singoli associati, e le date di partecipazione alle singole riunioni.
Il 22 novembre 2021, la Guardia di Finanza di Cagliari ha arrestato 40 persone in diverse regioni d’Italia nell’ambito di indagini, coordinate dalla Direzione Distrettuale Antimafia e Antiterrorismo della Procura della Repubblica del capoluogo sardo, le indagini hanno consentito di smantellare un’organizzazione criminale costituita da soggetti di nazionalità nigeriana gravemente indiziati di delitti di riciclaggio internazionale di proventi illeciti e di esercizio abusivo di attività di prestazione di servizi di pagamento. Numerose altre le persone implicate nelle indagini (122), anche loro indiziate di far parte di una estesa rete dedita, a vario titolo e in concorso tra loro, ai reati di favoreggiamento dell’immigrazione clandestina, contro la libertà individuale e di sfruttamento della prostituzione, con l’aggravante della transnazionalità. Nell'operazione 50 le donne nigeriane sono state “liberate” dalla morsa dei loro sfruttatori connazionali dalle "Fiamme Gialle", di cui 41 destinate alla prostituzione e 9 costrette all’accattonaggio in aree cittadine controllate dall’organizzazione, postazioni per cui veniva pagato un canone di 150 euro al mese. Interessate dall'operazione le città di: Cagliari, Olbia, Alessandria, Brescia, Castel Volturno, Catania, Padova, Ravenna, Roma, Torino, Cuneo, Venezia e Verona.
L'8 marzo 2023 è stata estradata in Italia Jeff Joy, 48enne nigeriana ricercata dal 2010 per associazione a delinquere, riduzione in schiavitù, tratta di persone, sfruttamento della prostituzione, e condannata in via definitiva a 13 anni di carcere. Esponente di spicco della mafia nigeriana, è una delle poche donne inserite nell'elenco dei 100 latitanti pericolosi, redatto dal Gruppo Integrato Interforze per la Ricerca dei Latitanti della Direzione Centrale della Polizia Criminale del Dipartimento della Pubblica Sicurezza. Secondo le indagini, la 48enne aveva un ruolo di primo piano nel favorire l'arrivo in Italia, nei Paesi Bassi e in Spagna di ragazze nigeriane che, una volta all'estero, venivano costrette a prostituirsi con la violenza e con la minaccia di ripercussioni non solo sulla loro incolumità ma anche su quella dei familiari rimasti in patria. La donna è stata arrestata il 4 giugno 2022 in Nigeria dai locali servizi di intelligence e successivamente è stata estradata in Italia. Si tratta di un caso pilota nei rapporti fra l'Italia e la Nigeria, con l'attuazione per la prima volta del Trattato di estradizione entrato in vigore nel 2020.
Il 29 marzo 2023, la Polizia di Stato di Torino ha arrestato 16 cittadini nigeriani, sospettati di appartenere al sodalizio criminale "Eiye". I provvedimenti restrittivi sono stati disposti all’esito di lunghe e complesse indagini e hanno riguardato in tutto 16 persone, delle quali 11 sono state rintracciate sul territorio nazionale. Per il blitz sono stati impiegati oltre 100 agenti, con l’utilizzo di Reparti di rinforzo del controllo del territorio. Oltre alla Squadra mobile di Torino, l’attività ha coinvolto anche gli omologhi uffici delle questure di Cuneo, Varese, Bergamo e Livorno.
Nel maggio 2024 la Direzione Investigativa Antimafia ha arrestato nella provincia di Bergamo un 30enne nigeriano condannato nel 2021 per Associazione di tipo mafioso (art. 416bis C.P.) poiché partecipe del clan Maphite responsabile nella Provincia di Torino di delitti in materia di stupefacenti, estorsione, reati contro la persona (inclusa la tratta di esseri umani e l’immigrazione clandestina), favoreggiamento e sfruttamento della prostituzione nonché di vari delitti commessi in Nigeria, comprese aggressioni e uccisioni.
Nel gennaio 2025, la polizia italiana ha sgominato l’organizzazione di traffico di droga tra un gruppo criminale nigeriano e lo storico Clan Capriati nella città di Bari. L'alleanza tra le due organizzazioni mirava a fornire droga agli spacciatori della movida barese, in particolare nei quartieri di Bari vecchia, del San Paolo e di Libertà.
Il 20 maggio 2025 la Polizia di Sassari ha eseguito 30 arresti disposti dalla Direzione Distrettuale Antimafia di Cagliari nei confronti di altrettanti soggetti di origine nigeriana indagati per associazione mafiosa. Gli arrestati apparterrebbero al clan “Supreme vikings confraternity“. Secondo quanto ricostruito dagli investigatori il gruppo, oltre a gestire i traffici di droga dall’estero e le piazze cittadine di spaccio, riciclava ingenti quantità di denaro occupandosi di gestire inoltre la tratta di esseri umani e lo sfruttamento della prostituzione.

### Europa
La mafia nigeriana è presente in quasi tutti gli Stati dell'Europa.